# طاووسک بیشه‌ای ساده
طاووسک بیشه‌ای ساده یا طاووسک بیشه‌ای زیتونی (نام علمی: Amaurornis olivacea) گونه‌ای از پرندگان تیرهٔ یلوگان (Rallidae) و بومی فیلیپین است.